# Cirkus Benneweis
Cirkus Benneweis var et dansk cirkus, etableret i 1887. I 2015 overtog tvillingerne Nadia og Dawid Benneweis ledelsen af Cirkus Benneweis. Cirkus holdt officielt pause siden 2016, med planer om at genåbne med et nyt og mere tidssvarende koncept. I et DR-interview med Dawid Benneweis i juni 2020 fremgik det, at "efter en hård periode med faldende billetsalg og andre problemer måtte Cirkus Benneweis lukke og slukke i 2015, efter 128 år med cirkus".

## Cirkus Benneweis' historie
Den tyske musiker August Wilhelm Binneweitz (1839-1887) turnerede fra 1858 til 1862 i Danmark med et orkester kaldt Braunschweiger Bergkapelle. Da orkestret blev opløst, blev han i Danmark, hvor han i 1865 blev gift med Charlotte Altenburg. Samme år fik de sønnen Gottfried (1865-1933). Familien ernærede sig som omrejsende musikanter.
Gottfried Binneweis giftede sig i 1887 med Marie Bruun (ca.1867-1935). Samme år fik Gottfried Benneweis (ændringen af stavemåden kan skyldes fejlskrift i et offentligt register) af politiet i Vordingborg tilladelse til at optræde som artist og musiker. Det blev starten på cirkus Benneweis. Cirkus Benneweis blev grundlagt 13. juli 1887. Den første forestilling bestod af en lille familie: Gottfried og hans kone Marie, hendes søster Josefine, der på trods af at hun både var døv og stum, spillede på lirekasse samt broderen Alexander, som kunne slå saltomortaler. To heste, nogle geder, hunde, duer og høns udgjorde dyrebestanden.
Da Gottfried Benneweis døde i 1933, blev hans ældste søn Ferdinand Benneweis (1888-1945) cirkusdirektør. I 1915 var Ferdinand Benneweis blevet gift med Irene Daucke (1891-1970), som havde optrådt som linedanserinde hos Cirkus Benneweis siden 1910. Ferdinand og Irene fik ingen børn sammen. I 1916 tog de et plejebarn, Eli (1911-1993). Ferdinand havde to børn uden for ægteskab: Manfred Benneweis (1929-1987), som var en udmærket rovdyrdomptør, og datteren Musse Benneweis, som igen fik sønnen Sonny Benneweis (1933-1979), som var  elefanttræner. I 1977 blev Sonny gift med Cirkus Benneweis’ sprechstallmeister Nelly Jane (1934-2009).
I 1936 blev Eli Benneweis gift med en tysk antipodist (fodjonglør) Eva Stensch (1910-1999).
Da Ferdinand Benneweis døde i 1945, blev Eli Benneweis ejer af cirkus Benneweis, i begyndelsen i kompagniskab med sin plejemor Irene. Under Eli Benneweis' ledelse blev Cirkus Benneweis større og større, og snart var det Nordens største cirkus. Ud over det turnerende Cirkus Benneweis var Eli Benneweis involveret i adskillige andre cirkus: Cirkus Korona (1948), Cirkus Belli (1955-1957), Cirkus Buster (1961), Cirkus Hans Strassburger (Tyskland 1954), Cirkus Palmiri-Benneweis (Italien 1957-1965), Cirkus Barum (Tyskland 1963-1967) og cirkusbygningen i København (1970-1990).
I Elis testamente blev cirkus Benneweis efterladt til hans og Evas adoptivdatter Diana Benneweis (født 1947). Dianas biologiske far er Manfred Benneweis. Diana Benneweis var direktør for Cirkus Benneweis fra 1994 til 2015. Efter 1995-sæsonen forlod hendes to fætre, elefantdomptøren Kim Benneweis (født 1956) og hestedomptøren Miller Benneweis (1958-2020) (begge er sønner af Sonny Benneweis) cirkus. Fra 1997-2001 arbejdede Kim for det konkurrerende Cirkus Arena. 1998-2001 var også Miller hos Cirkus Arena. I 2002 var Kim Benneweis teltmester hos Cirkus Scott. I 2004 og 2005 bistod han Diana Benneweis med regi i forbindelse med opsætningen af årets Benneweis-forestillinger, men var ikke med på turneen. Miller Benneweis arbejdede i en del af 2004 for Cirkus Dannebrog.

## Teltbrand i 1961
Efter pausen under Cirkus Benneweis forestilling den 17. maj 1961 i Stege, udbrød der brand i en gasbeholder, som blev væltet af en lettere beruset tilskuer. Den udstrømmende gas blev antændt af en cigaretglød. Teltet udbrændte i løbet af 20 minutter, ifølge avisartikler dagen efter. Hverken dyr eller mennesker kom til skade. Direktør Eli Benneweis var ikke selv til stede, men overværede derimod en forestilling i Cirkus Buster i Esbjerg, et cirkus han også ejede, hvor han fik telefonisk besked om branden. Skaderne var kun materielle og allerede den 22. maj kunne Benneweis fortsætte turneen i Nykøbing Falster med et nyt telt, der tidligere var bestilt og under syning hos Chas Mortensens teltfabrik i Randers. Sjappen (oversejlet) var færdig da branden opstod, men rundsejlet manglede, det blev dog ved døgnarbejde syet færdigt i løbet af få dage.

## Ejerskifte og lukning
Dianas adoptivbørn, tvillingerne Nadia og Dawid Benneweis, overtog ledelsen af Cirkus Benneweis i 2015. Forud for sæson 2016 meddelte de nye ejere, at cirkus ikke ville turnere det år, men holde en pause efter 128 år uafbrudt omrejsende forestillinger. "Det hæderkronede gamle cirkus lukker i sin nuværende form, men kan genopstå i fornyet form i 2017," skrev Frederiksborg Amtsavis. Sæson 2015 havde ikke givet det nødvendige økonomiske resultat, så Nadia og Dawid Benneweis valgte at arbejde på et nyt koncept, der tager afsæt i Benneweis' stolte cirkustraditioner, nostalgi og kvalitet, men udfordrer den gængse opfattelse af cirkus. Vinterkvarteret i Dronningmølle blev solgt pr. 1. maj 2017. Også det gamle telt (et 4-masters fra 2005 med plads til ca. 1.240 tilskuere), der med sin lidt gammeldags indretning med stormstænger m.v. ikke egnede sig til det kommende koncept, blev solgt. Diverse frasalg medførte at 2017-regnskabet blev positivt, men driftsselskabet bag Cirkus Benneweis, CB Holding Hulerødgaard ApS, havde stadig en negativ egenkapital på 1,7 mio. kroner. Der blev heller ikke turneret i sæsonerne 2018 til 2020. I et DR-interview med Dawid Benneweis i juni 2020 fremgik det, at "efter en hård periode med faldende billetsalg og andre problemer måtte Cirkus Benneweis lukke og slukke i 2015, efter 128 år med cirkus".

## Benneweis-familien
- August Wilhelm Binneweitz (1839-1887)
- Gottfried Benneweis (1865-1933)
- Ferdinand Benneweis (1888-1945)
- Irene Benneweis (1891-1970)
- Eli Benneweis (1911-1993)
- Manfred Benneweis (1929-1987)
- Musse Benneweis
- Sonny Benneweis (1933-1979)
- Nelly Jane Benneweis (1934-2009).
- Eva Benneweis (1910-1999).
- Diana Benneweis (født 1947)
- Kim Benneweis (født 1956)
- Miller Benneweis (1958-2020)

Kilde: Anders Enevig, Danske rejsende cirkus- og gøglerslægter.